# آروا
آروا (به لاتین: Arua) یک منطقهٔ مسکونی در اوگاندا است که در Arua District واقع شده‌است. آروا ۶۲٬۶۵۷ نفر جمعیت دارد.